# Josephus Justus Scaliger

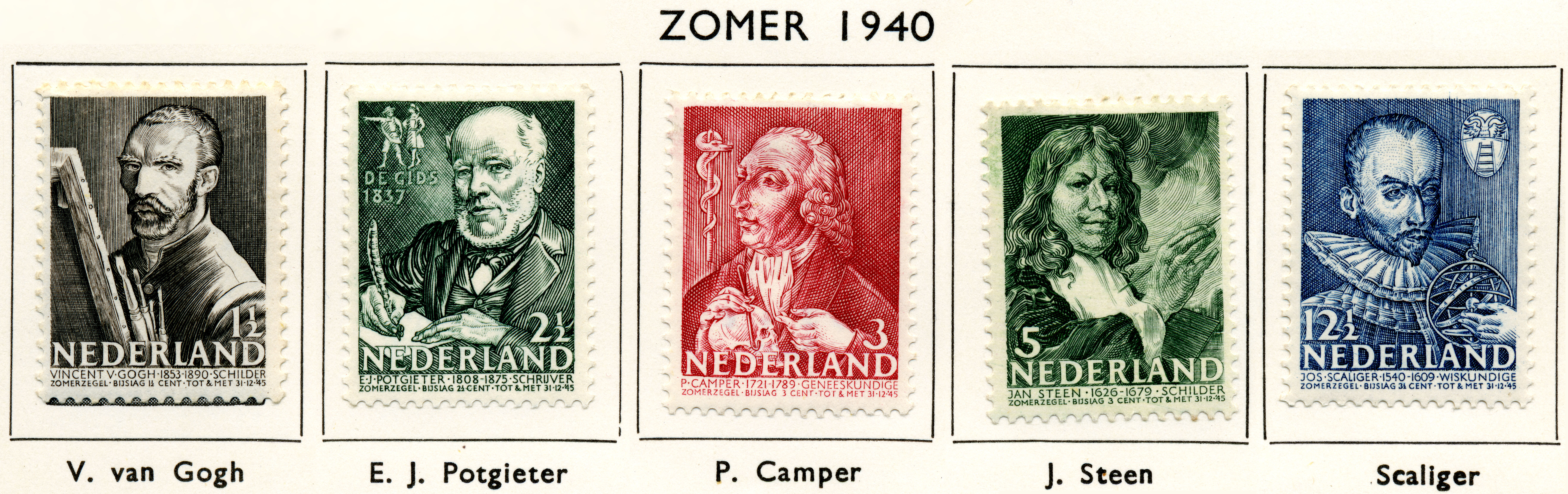
Scaliger op zomerpostzegels 1940

Josephus Justus Scaliger (Agen (Aquitanië), donderdag 1540-08-05 [Juliaanse kalender]  [MS Excel: -131259] - Leiden, woensdag 1609-01-21 [Gregoriaanse kalender] [MS Excel : -106263]) was een zestiende-eeuwse Franse protestantse humanist, dichter, polemist en hoogleraar aan de Leidse universiteit als opvolger van Justus Lipsius. Hij liet voor het eerst het begrip klassieke geschiedenis ook de oude Joodse, Egyptische, Babylonische en Perzische geschiedenis omvatten en was een grondlegger van de tijdrekenkunde. Daarin volgde hij het voorbeeld van de Engelse monnik Beda en hij was een voorganger van James Ussher. Hij bracht het onderwijs in de klassieke filologie en Bijbelwetenschap in Leiden op een hoog peil.

## Levensloop
Hij werd in Frankrijk geboren als tiende kind en derde zoon van de humanist Julius Caesar Scaliger en Andiette de Roques Lobejac. Hij werd katholiek opgevoed maar bekeerde zich tot het protestantisme. Later werkte hij in Zwitserland. Van 1590 tot 1593 was hij privé-leraar in Preuilly-sur-Claise bij de familie Chasteigner de la Roche-Posay.
Vervolgens werd hij twee jaar lang dringend uitgenodigd naar Leiden te komen, waar hem in 1593 voor een zeer hoog salaris (1200 gulden per jaar) een leerstoel werd aangeboden aan de jonge Universiteit Leiden, als opvolger van Justus Lipsius, die in 1591 vertrokken was.
Hij was een prikkelbare man, die venijnige opmerkingen in de kantlijn van boeken door collega's schreef. Als persoon was hij volgens sommigen dus niet sympathiek, maar hij heeft het onderzoek in Leiden wel op een hoger plan gebracht door het belang van een brede kennis van de oude talen te benadrukken.
Hij hoefde geen college te geven, maar doceerde aan werkgroepen die hij thuis ontving, bestaande uit speciaal geselecteerde uitmuntende studenten. Van 1593 tot 1594 was dat in een huis midden in de Schoolsteeg. Mogelijk al vanaf 1594, maar in ieder geval vanaf 1597, woonde Scaliger in een groot huis aan de Breestraat, thans nummer 111-113, tegenover de trap van het Stadhuis (20 januari 2012 is aan het pand Breestraat 113 een gedenksteen te zijner nagedachtenis onthuld). Nergens anders in Europa werd op zo'n hoog niveau onderwijs gegeven in de klassieke en oosterse talen.
Tot het eind van zijn leven was hij verwikkeld in polemieken met jezuïeten, die zijn tekstkritiek van de Bijbel als een aanval op het rooms-katholieke geloof beschouwden.

## Humanist

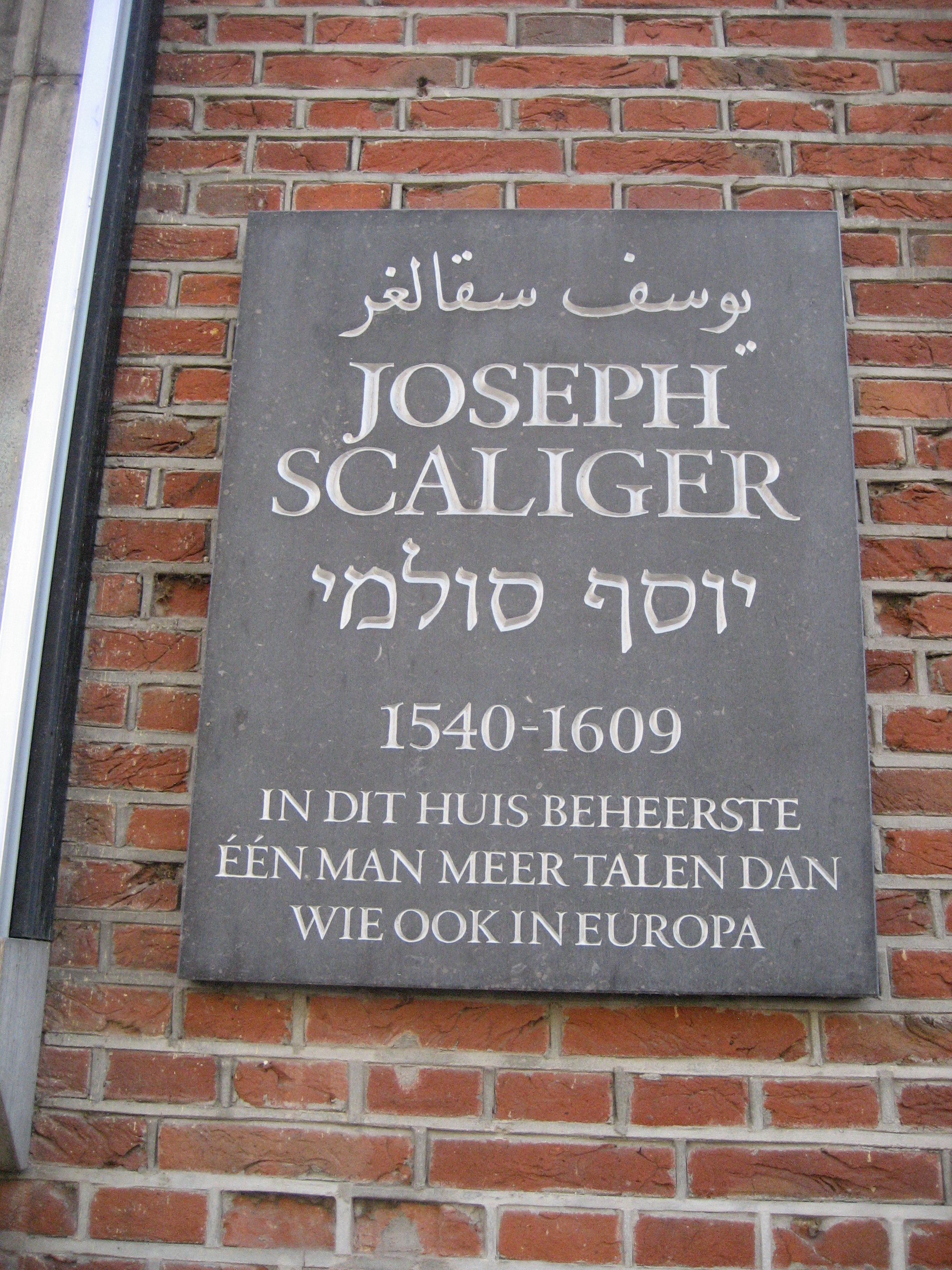
Herdenkingssteen, Breestraat (Leiden)

Scaliger was een kenner van de klassieke oudheid en talen maar ook van oosterse talen als Hebreeuws, Aramees, Arabisch, Koptisch en Ethiopisch die hij belangrijk vond voor Bijbelonderzoek. Hij verzorgde tekstkritische edities van vele antieke auteurs. Zijn commentaar op Manilius geeft een overzicht van de klassieke astronomie. Met zijn De emendatione temporum (1583, Over de verbetering van de tijden) schreef hij een van de eerste werken over de chronologie als historische hulpwetenschap om dateringen om te rekenen aan de hand van de verschillende tijdrekensystemen. Al snel kreeg hij hierop kritiek van de jezuïet Denis Pétau.
In dit verband moet de Juliaanse dag worden vermeld, een tijdrekeningsysteem dat de dagen in de geschiedenis doornummert onafhankelijk van jaren en maanden, en dat voor het gebruik in de sterrenkunde ook vandaag nog wordt aanbevolen door de Internationale Astronomische Unie. De Juliaanse dag is terug te voeren tot het concept van de Juliaanse periode, een doorlopende telling van jaren sinds 4713 v.Chr., die Scaliger in 1583 invoerde.
Scaliger reconstrueerde de verloren Kroniek van Eusebius, van groot belang voor klassieke chronologie, en drukte deze af in zijn Thesaurus temporum (1606, Schatkamer van de tijden) waarin hij een overzicht gaf van alle chronologische bronnen in het Grieks en Latijn.
Scaliger werd beschouwd als de grootste Nieuw-Testamenticus van zijn tijd.

## Leerlingen
- Franciscus Dousa (Frans van der Does), zoon van Janus Dousa (Jan van der Does)
- Thomas Erpenius
- Daniel Heinsius
- Hugo de Groot
- Petrus Scriverius

## Divers
Toen Scaliger in 1593 in Nederland aankwam, constateerde hij tot zijn verbazing dat zelfs de dienstbodes er konden lezen, zo groot was de geletterdheid.

## Werken
Onder meer

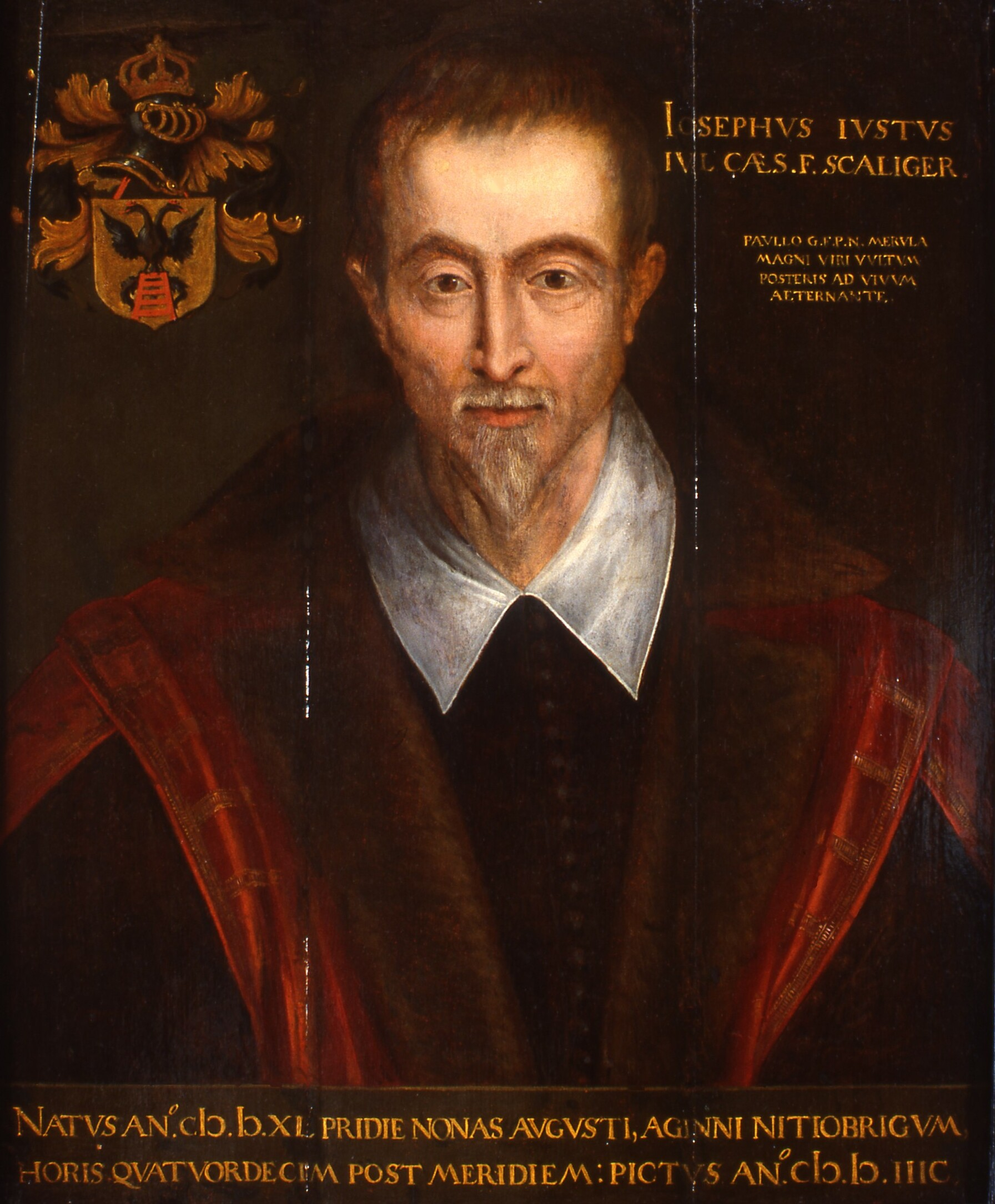
Josephus Justus Scaliger door Paullus Merula, derde bibliothecaris van de Universiteit Leiden, 1597. Icones Leidenses, 28

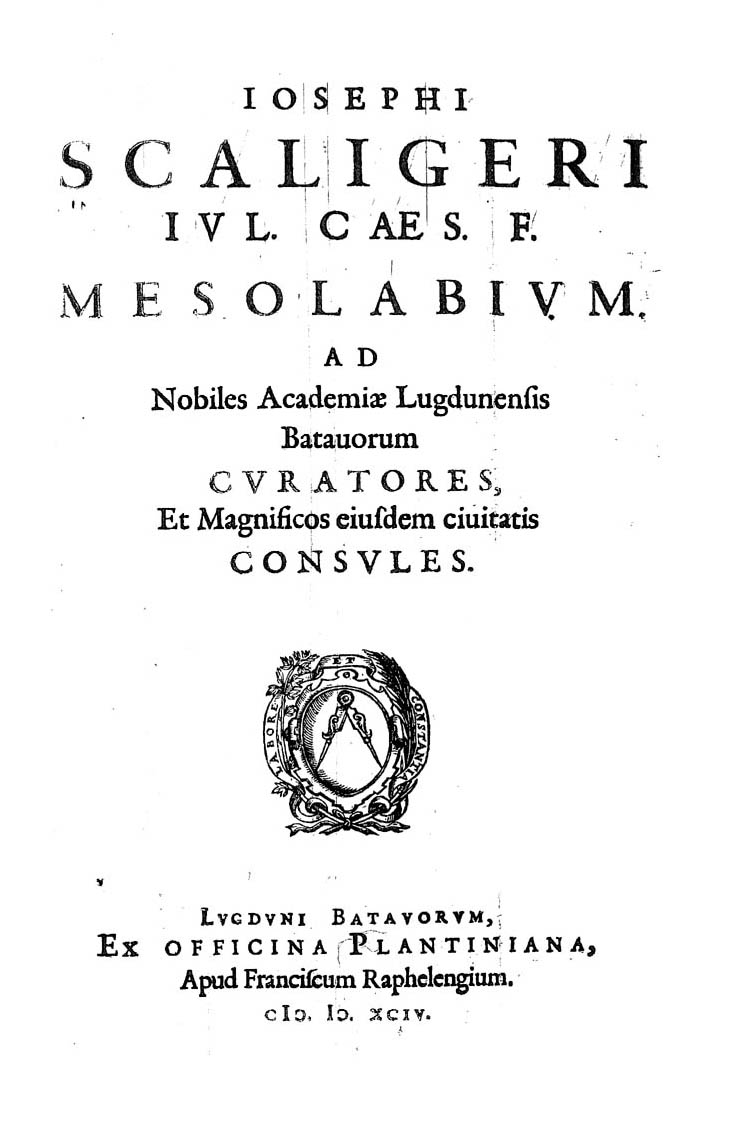
Mesolabium, 1594

- 1573 - Homeri et Hesiodi certamen, nunc primùm luce donatum. Matronis et aliorvm parodiae, ex Homeri versibus parua immutatione lepidè detortis consutae. Homericorvm herovm epitaphia. Cum duplici interpretatione Latina.
- 1575 - Catalecta (1575) van Sextus Pompeius Festus (1575)
- 1577 - Catulli, Tibulli, PropertI noua editio, tekstuitgaven van Catullus, Tibullus en Propertius (1577)
- 1583 - De emendatione temporum (1583 en latere uitgaven)
- 1595 - Elenchus et castigatio calendarii Gregoriani : a Christophoro Clavio Bambergensi Societatis Jesu castigata
- 1596 - Josephi Scaligeri Iuli Caesaris f. Emendationes ad Theocriti, Moschi & Bionis Idyllia. Isaaci Casauboni Theocriticarum lectionum libellus.
- 1606 - Thesaurus temporum

Postuum:
- 1617 - Catalecta Virgilii & aliorum poëtarum Latinorum veterum poematia : cum commentariis, uitgave van Vergilius en andere Latijnse dichters
- 1627 - Apocalypsis sancti Johannis : ex manuscripto exemplari è bibliotheca clariss., Apocalyps van Johannes
- 1629 - Opus de emendatione temporum hac postrema editione, ex auctoris ipsius manuscripto, emendatius, magnaque accessione auctius. Addita veterum graecorum fragmenta selecta, quibus loci aliquot obscurissima chronologiae sacrae, & bibliorum illustrantur, laatste uitgave van De emendatione temporum
- 2012 - The Correspondence of Joseph Justus Scaliger, 8 vol. ; ed. door Paul Botley en Dirk van Miert. Supervisory editors Anthony Grafton, Henk Jan de Jonge en Jill Kraye. Genève : Droz. (Travaux d'Humanisme et Renaissance ; 507). ISBN 978-2600-01638-4.

## Naar hem vernoemd
Het Scaliger Instituut, dat zich inzet voor de Bijzondere Collecties van de Universiteitsbibliotheek Leiden (UB), is naar hem genoemd.